# Kiloucura
Kiloucura é uma banda de pagode brasileira. Obteve êxito no fim dos anos 1990 e início dos anos 2000, sendo liderada por Délcio Luiz, que era conhecido por ter feito parte do Grupo Raça. Completavam o grupo Bigode (tantã), Gérson Dupand (pandeiro), Prateado (baixo) e Picolé (cavaquinho). A banda passou por outras formações e segue em atividade.

## História
Embora os músicos tenham nascido no Rio de Janeiro, a banda foi formada em São Paulo. Délcio Luiz faria um álbum solo, mas resolveu formar o grupo Kiloucura. O primeiro álbum, Tudo Que Sonhei (também chamado apenas de Kiloucura), trazia um repertório romântico e foi lançado em 1998.
A faixa de maior sucesso do álbum de estreia do Kiloucura foi "Pela Vida Inteira", que fez parte da trilha sonora da novela Suave Veneno, da TV Globo. Também fez sucesso a música "Meu Casamento", que revezava com o outro hit da banda nas paradas de sucesso no Rio de Janeiro.  O grupo conseguiu vender 250 mil cópias do álbum.
O segundo álbum, Diamante, foi lançado em 1999, vendendo 150 mil cópias. O trabalho trouxe sucessos como "Conversa Fiada", "Diamante", "De Repente Vem Você" e "Uma Surpresa". O sucesso dos dois primeiros álbuns fez o grupo peregrinar nas emissoras de televisão, acumulando 14 apresentações somente no mês de novembro de 1999.
Em 2000, o grupo lançou o seu primeiro álbum ao vivo. O trabalho vendeu 70 mil cópias, já numa fase em que o próprio gênero enfrentava uma baixa nas vendas. Em 2003, foi lançado o segundo álbum ao vivo. Este trabalho contava com composições de Délcio Luiz, mas sem a sua presença nos vocais - a banda era formada por Bigode, Mário Jorge, Renato Santos, Gerson Dupand e Dudu do Cavaco.
O grupo foi assumido em 2018 por Ronaldinho (vocal e violão), Junior Swing (vocal e percussão) e Marcelo China (teclado), com o lançamento de um CD e DVD. Em 2022, a banda retornou com Junior e Vagner nos vocais, Bruno no cavaquinho e Marquinhos no pandeiro, lançando a música Amizade Colorida.

## Discografia
- Tudo o Que Sonhei (1998) (BMG)
- Diamante (1999) (BMG)
- Kiloucura Ao Vivo (2000) (EMI)
- Kiloucura Ao Vivo (2003) (Futura)
- Kiloucura (2018) (Independente)